# Adam Bousdoukos
Adam Bousdoukos (né en 1974 à Hambourg) est un acteur allemand.

## Biographie
Adam Bousdoukos est né le 25 janvier 1974 à Altona, une banlieue de Hambourg en Allemagne, le plus jeune de trois frères. Ses parents sont d'origine grecque.
C'est à l'école secondaire qu'Adam Bousdoukos rencontre le futur metteur en scène Fatih Akin.
N'étant pas dans la même classe, Akin et Bousdoukos ne se connaissent d'abord que de vue et de réputation, étant chacun le « clown » de leur classe respective,. Mais à 13 ans, ils se retrouvent ensemble en cours d'espagnol, et c'est le début d'une longue amitié. Bousdoukos partage la passion de son ami pour le cinéma, et ils tourneront leurs premiers essais au club vidéo de leur lycée. 
Bousdoukos arrête le lycée deux ans avant de pouvoir passer l'équivalent du bac. Il abandonnera successivement des études de kiné, puis de travailleur social, avant de partir en Grèce pour chercher sa voie. 
De retour à Hambourg, il gagne sa vie comme barman, tout en cherchant à devenir acteur.
Entretemps, son copain Fatih Akin a envoyé un scénario à une maison de production. La maison de production le prend comme stagiaire et lui permet de faire son premier vrai court-métrage, Sensin du bist es, où il fera jouer son copain Adam. 
En 1997, Fatih Akin parvient à tourner son premier long métrage, basé sur le scénario qu'il avait écrit alors qu'il était encore au lycée, L'engrenage. 
Le film raconte l'histoire de trois amis, dont l'un est grec, et plus ou moins inspiré de son ami Bousdoukos. Fatih Akin tente d'imposer son ami pour ce rôle, mais les producteurs sont contre et invoquent le manque d'expérience de celui-ci. En passant des essais, il obtient finalement le rôle. 
Pour ce film, Bousdoukos et les deux autres acteurs principaux obtiendront en 1998 un Léopard de bronze pour leur interprétation au festival de Locarno et ils partageront aussi un prix Adolf Grimme pour leur interprétation en 2001.
Bousdoukos continue à faire l'acteur dans des films de cinéma ou de télévision, tout en devenant restaurateur : en 2000, il investit entre autres son petit cachet du film L'engrenage dans la Taverne Sotiris, dans le quartier d'Ottensen à Hambourg-Altona. Il ne se séparera de sa taverne qu'après le tournage de Soul Kitchen.
C'est ce restaurant qui inspirera celui du film Soul Kitchen : en 2003, Fatih Akin essaye un nouveau traitement de texte. En jetant des mots sur le papier, il commence à raconter l'histoire de son copain Adam, qui a des problèmes avec sa copine et tient un restaurant. 
C'est ainsi qu'il ébauche le scénario de Soul Kitchen. Le film sera finalement tourné cinq ans plus tard, avec Bousdoukos dans le rôle principal, l'acteur ayant aussi collaboré au remaniement du scénario en tant que coauteur.

## Filmographie partielle
- 1998 : L'Engrenage (Kurz und Schmerzlos) : Costa
- 2004 : Kebab Connection : Valid
- 2009 : Soul Kitchen : Zinos Kazantzakis
- 2010 : C'était l'un des nôtres (Es war einer von uns) (TV) : Yanis
- 2015 : Mercredi 04:45